# 콩고강
콩고강(Congo River)은 아프리카 중서부에서 가장 긴 강이다. 길이는 4,700 km로 아프리카에서 나일강 다음으로 길다. 유역의 강수량은 남아메리카의 아마존강에 이어 세계에서 두 번째로 많으며, 세계에서 수심이 가장 깊은 강이다.
중앙아프리카의 대부분을 유역 분지로 하면서 시계반대 방향으로 돌아 흐른다. '콩고강'이라는 이름은 강 하구에 자리했던 옛 콩고 왕국에서 따 온 것이다. 콩고강을 끼고 있는 콩고 공화국과 콩고 민주 공화국의 이름도 여기서 왔다. 1971년부터 1997년까지 자이르에서는 이 강을 자이르강이라 불렀다.
말레보호, 보요마 폭포, 키상가니 등 콩고강의 주요 지형은 영국의 탐험가 헨리 스탠리에 의해 이름이 지어졌는데, 그는 프랑스의 피에르 브라자와 함께 아프리카를 탐험한 최초의 유럽인이다.

## 상류
발원지는 동부아프리카 고원의 서쪽 사면으로 잠비아의 탕가니카호, 므웨루호 남쪽 끝 부근이다. 몇 개의 작은 지류와 호수를 만나면서 급류를 이루고 흐르다가 7개의 폭포로 구성되어 있는 보요마 폭포로 떨어진 후 키상가니를 거쳐 원형에 가깝고 매우 넓은 콩고 분지로 흘러 들어가 주변의 담수를 빨아들인다.

## 중류
저지대에 이르러 강폭은 13 km에 이르며 곳곳에서는 길게 형성된 하중도에 의해 흐름이 몇 개로 나누어지기도 한다. 콩고 분지의 대부분은 열대우림 지대이며 강 주변으로는 넓은 습지대가 형성되어 있다. 이 열대의 습지 지대는 여러 차례의 범람으로 형성된 것으로 특히, 분지의 서쪽 지역에 잘 발달한다.
이후 콩고강은 콩고 분지의 남서쪽 바테케 고원을 잘라 형성된 협곡을 따라 분지를 빠져나온다. 협곡의 회랑을 빠져나온 강은 폭이 다시 넓어지면서 폭이 27 km에 이르는 말레보호로 흘러들어간다. 콩고의 수도 브라자빌은 호수의 북쪽에 위치하고 콩고민주공화국의 수도 킨샤사는 호수의 남쪽에 위치한다. 이 호수에서 콩고강의 상류를 따라 1,600 km까지 항해할 수 있다.

## 하류
말레보호를 지나면 급류와 폭포가 나타나는데 이는 유럽인들의 탐험과 바다로의 접근을 막는 역할을 해왔다. 하류의 320 km의 구간에서 강은 협곡을 따라 거의 300m의 높이를 내려간 후에 대서양의 맹그로브 숲에 도달한다. 콩고강의 하구에는 삼각주가 형성되어 있다. 또한 바다 밑에는 큰 협곡을 만들어 흐르다가 해저 선상지에 운반물질을 퇴적한다.

## 주요 도시
- 브라자빌(콩고)
- 킨샤사(콩고 민주 공화국)
- 음반다카(콩고 민주 공화국)
- 키상가니(콩고 민주 공화국)
- 킨두(콩고 민주 공화국)

## 역사
콩고강 유역은 기원전 2000년경에는 수렵 채집 사회였다. 현재 카메룬 남부 지역을 기원으로하는 반투족 계열의 주민이 세력을 확장하여 서기 1년 전후에는 콩고강 유역에 널리 거주하게 되었다. 서쪽의 반투족 계열의 주민은 화전을 행했다. 또한 철기 제조 기술을 가지고 이것을 사용하여 밀림의 안쪽으로 세력을 확대해 갔다. 서기 1년경에는 아프리카 대륙 동부로 이주해서 동쪽의 반투족 계열의 주민이 콩고강 유역에 정착을 시작했다.
그러나 콩고강 유역 전체를 아우르는 광대한 국가는 성립하지 않았다. 하구 지역에 콩고 왕국이 상류 지역에 루바 왕국과 룬다 왕국이 성립된 것 정도이다. 이 왕국은 인도양에서 아프리카 내륙에 이르는 교역 루트를 가지고 있었다.
이 상황이 변화하는 것은 포르투갈이 대서양의 남쪽 지역에 도달한 것이다. 1482년 포르투갈 인이 콩고 왕국으로 도달, 포르투갈과 콩고 사이에 교역이 시작되었다. 양국 관계는 당초 대등한 호혜적인 것이었지만, 곧 유럽 세계에서 노예의 수요가 급증함에 따라 노예가 대량으로 납치되었고, 콩고 왕국의 힘은 약해지고 갔다. 한편 유럽 세계와의 접촉으로 서쪽으로 포르투갈 유럽의 교역권, 그리고 동쪽으로는 인도양 아랍 무역권으로 통합해 갔다. 그러나, 유럽은 리빙스턴 폭포의 급류 때문에, 아랍인은 동쪽 원거리 때문에 콩고 중류 지역에는 도달할 수 없었다.
19세기에 들어서 내륙에 해안의 세력이 스며들어 오게되었다. 1874년 헨리 모턴 스탠리가 유역 전체를 탐험하였고, 1877년에 유로 전체가 유럽에 알려지게 되었다. 한편, 스탠리와 거의 같은 시기에 피에르 부라자도 프랑스 정부의 지원을 받고 또 콩고강 유역을 탐험했다. 이 탐험의 성과를 바탕으로, 오늘날 콩고와 중앙 아프리카 지역의 북부와 서부는 프랑스령이되었다.
말레보호를 마주 보고 있는 도시 브라자빌과 킨샤사는 부라자와 스탠리가 각각 건설했다. 브라자빌와 레오폴드 빌(현 킨샤사)는 콩고강을 이용한 내륙 수운의 결절점으로 개발이 진행되어 1898년에는 킨샤사와 마타디를 연결하는 철도가, 1934년에는 브라자빌과 푸앵트누아르를 잇는 철도가 각각 개통되어 내륙의 산물을 두 도시에 있는 항구로 수송하고 수출하는 체제가 정비되었다.
1960년 벨기에령은 콩고 민주 공화국으로, 프랑스령은 콩고와 중앙 아프리카로 각각 독립했다.

## 같이 보기
- 아프리카의 대호수